# Sierra Leone Broadcasting Corporation

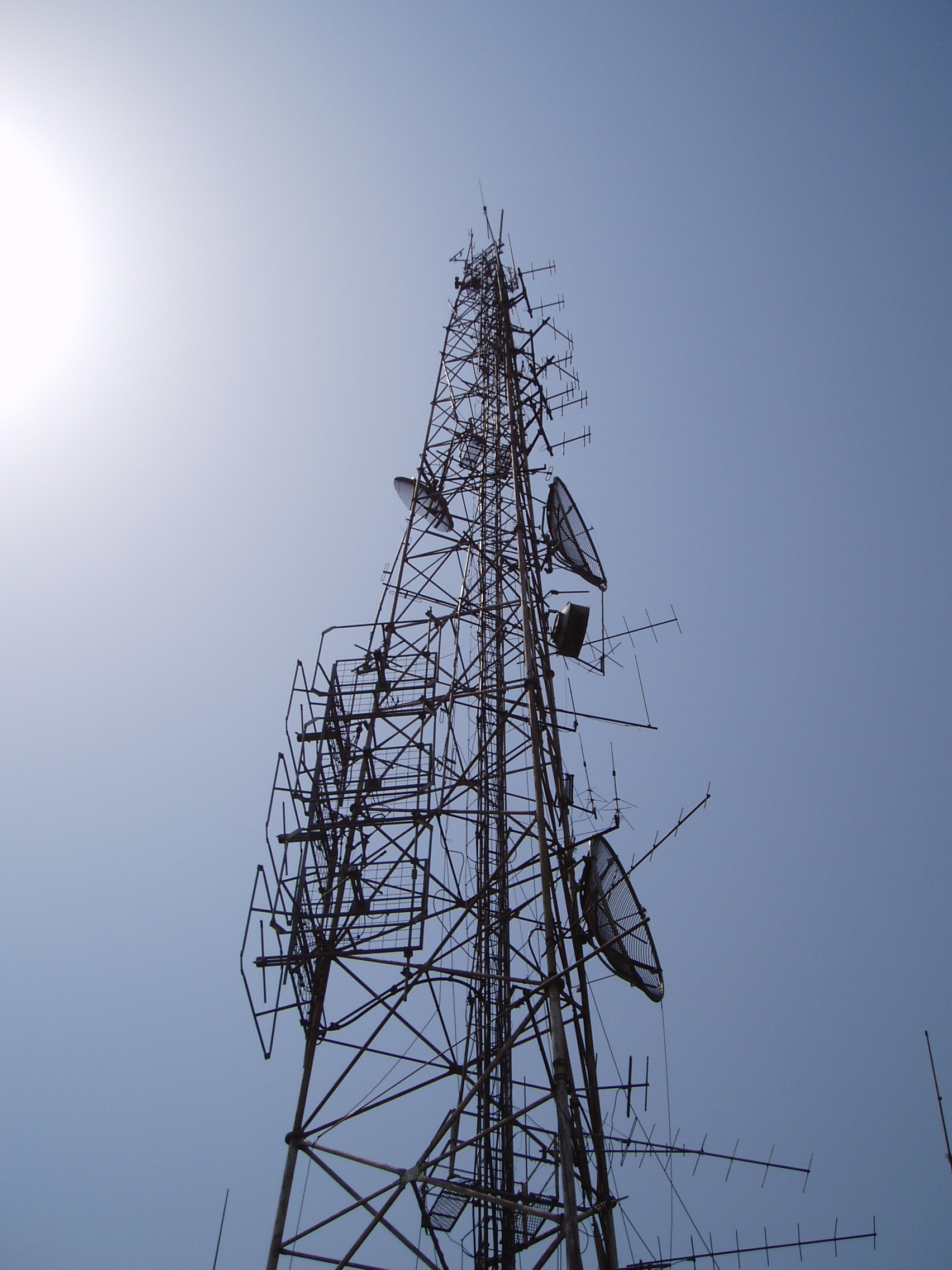
Sendemast auf dem Leicester Peak in Freetown

Die Sierra Leone Broadcasting Corporation (kurz SLBC) ist die einzige öffentlich-rechtliche Rundfunkanstalt in Sierra Leone.
Neben dem hauptsächlich englischsprachigen Programm, werden auch Sendungen in Krio sowie den Sprachen der Temne, Mende und weiterer Ethnien des Landes. Hierbei ist SLBC der einzige Sender des Landes, der in diesen verschiedenen Sprachen sendet. Die beiden Fernsehprogramme und ein Radioprogramm werden von der Sendestation auf dem Leicester Peak bei Freetown ausgestrahlt.
Die SLBC soll sich durch Rundfunkgebühren und Abgaben der Mobilfunkanbieter finanzieren.

## Geschichte
1934 wurde der Sierra Leone Broadcasting Service (SLBS) als erster englischsprachiger Radiosender in Westafrika gegründet. Die Ausstrahlung eines Fernsehprogrammes begann 1963, ehe 1978 eine landesweite Ausstrahlung und in Farbe begann. Die SLBS war von Beginn des Bürgerkriegs in Sierra Leone an faktisch nicht mehr existent.
Zum 1. April 2010 wurde die bestehende öffentlich-rechtlichen Rundfunkanstalt Sierra Leone Broadcasting Services nach Verabschiedung des „Sierra Leone Broadcasting Corporation Act 2009“ vom September 2009 aufgelöst. Unter Einbeziehung des United Nations Radio des United Nations Integrated Office for Sierra Leone wurde die SLBC gegründet, die erste selbständige öffentlich-rechtliche Rundfunkanstalt in der Geschichte des Landes. Der offizielle Arbeitsbeginn der SLBC war der 27. April 2010, der 49. Unabhängigkeitstag von Sierra Leone. Die Gründung eines unabhängigen Rundfunkanbieters wurde in Sierra Leone seit Jahren gefordert und durch unter anderem die Sierra Leone Association of Journalists angeregt.
Laut UN war am 15. Juni 2010 der Übergang der Vermögenswerte an die SLBC abgeschlossen. Dabei erhielt die Anstalt unter anderem acht Radioübertragungseinrichtungen sowie drei Übertragungsstudios, bevor das UN-Mandat United Nations Integrated Peacebuilding Office in Sierra Leone Ende September 2010 auslief.
Bis zum 30. Juni 2010 arbeiteten übergangsweise 172 Personen für die SLBC. Das sogenannte „Transitional Management Team“ (Übergangsmanagement-Team) war mit der Einstellung eines Geschäftsführers betraut. Bis Ende Juni 2010 war das Board of Trustees mit der Geschäftsführung betraut, was unter Leitung des ehemaligen Informationsministers Septimus Kaikai geschah.
Im August 2010 wurde Elvis G.K. Hallowell zum neuen Generaldirektor der Anstalt ernannt.
Im November 2010 fand eine zweitägige Testübertragung mit DRM+ statt.
Bis zum Jahr 2012 führt die Deutsche Welle Akademie mit Unterstützung des Bundesministeriums für wirtschaftliche Zusammenarbeit und Entwicklung ein dreijähriges Projekt durch, um den Übergangsprozess vom staatlichen Werkzeug zur unabhängigen Medienanstalt zu bewerkstelligen.